# Corneliu Popescu (deputat)
Corneliu Popescu (n. 10 aprilie 1944) este un politician român, membru al Parlamentului României.